# Tipula aethiopica
Tipula aethiopica är en tvåvingeart som beskrevs av Alexander 1972. Tipula aethiopica ingår i släktet Tipula och familjen storharkrankar.
Artens utbredningsområde är Etiopien. Inga underarter finns listade i Catalogue of Life.